# 코호몰로지 환
대수적 위상수학에서 위상 공간 {\displaystyle X}의 코호몰로지 환은 환 곱셈 역할을 하는 합곱과 함께 {\displaystyle X}의 코호몰로지 군에서 형성된 환이다. 여기서 '코호몰로지'는 일반적으로 특이 코호몰로지로 이해되지만 환 구조는 드 람 코호몰로지와 같은 다른 이론에도 존재한다. 그것은 또한 함자적이다: 공간의 연속 사상에 대해 코호몰로지 환에서 반변인 환 준동형사상을 얻는다.
구체적으로, 계수가 가환 환 {\displaystyle R}(일반적으로 {\displaystyle \mathbb {Z} _{n},\mathbb {Z} ,\mathbb {Q} ,\mathbb {R} ,\mathbb {C} })인 {\displaystyle X} 상의 코호몰로지 군 {\displaystyle H^{k}(X;R)}들의 열이 주어지면 다음과 같은 형태로 합곱을 정의할 수 있다:
{\displaystyle H^{k}(X;R)\times H^{\ell }(X;R)\to H^{k+\ell }(X;R).}
합곱은 코호몰로지 군들의 직합
{\displaystyle H^{\bullet }(X;R)=\bigoplus _{k\in \mathbb {N} }H^{k}(X;R).}
에 곱셈으로 볼 수 있다. 이 곱셈은 {\displaystyle H^{*}(X;R)}를 환으로 바꾼다. 사실, 음이 아닌 정수 {\displaystyle k}가 차수 역할을 하는 {\displaystyle \mathbb {N} }-등급 환이다. 합곱은 이 등급을 준수한다.
코호몰로지 환은 합곱이 등급에 의해 결정된 부호까지 교환한다는 의미에서 등급-가환적이다. 구체적으로, {\displaystyle k}와 {\displaystyle l} 차의 순수 원소에 대해;
{\displaystyle (\alpha ^{k}\smile \beta ^{\ell })=(-1)^{k\ell }(\beta ^{\ell }\smile \alpha ^{k}).}
코호몰로지 환에서 파생된 수치적 불변량은 합곱 길이이며, 이는 곱했을 때 0이 아닌 결과가 나오는 차수 ≥ 1인 등급 원소의 최대 수를 의미한다. 예를 들어 복소 사영 공간의 합곱 길이는 복소 차원과 같다.

## 예
- {\displaystyle \operatorname {H} ^{*}(\mathbb {R} P^{n};\mathbb {F} _{2})=\mathbb {F} _{2}[\alpha ]/(\alpha ^{n+1})} 어디 {\displaystyle |\alpha |=1}.
- {\displaystyle \operatorname {H} ^{*}(\mathbb {R} P^{\infty };\mathbb {F} _{2})=\mathbb {F} _{2}[\alpha ]} 어디 {\displaystyle |\alpha |=1}.
- {\displaystyle \operatorname {H} ^{*}(\mathbb {C} P^{n};\mathbb {Z} )=\mathbb {Z} [\alpha ]/(\alpha ^{n+1})} 어디 {\displaystyle |\alpha |=2}.
- {\displaystyle \operatorname {H} ^{*}(\mathbb {C} P^{\infty };\mathbb {Z} )=\mathbb {Z} [\alpha ]} 어디 {\displaystyle |\alpha |=2}.
- {\displaystyle \operatorname {H} ^{*}(\mathbb {H} P^{n};\mathbb {Z} )=\mathbb {Z} [\alpha ]/(\alpha ^{n+1})} 어디 {\displaystyle |\alpha |=4}.
- {\displaystyle \operatorname {H} ^{*}(\mathbb {H} P^{\infty };\mathbb {Z} )=\mathbb {Z} [\alpha ]} 어디 {\displaystyle |\alpha |=4}.
- 퀴네트 공식에 의해,  {\displaystyle n}개의 {\displaystyle \mathbb {R} P^{\infty }}들의 데카르트 곱의 mod 2 코호몰로지 환은 계수가 {\displaystyle \mathbb {F} _{2}}의 원소인 {\displaystyle n}변수의 다항식 환이다..
- 쐐기 합의 축소된 코호몰로지 환은 그들의 축소된 코호몰로지 환의 직곱이다.
- 서스펜션의 코호몰로지 환은 0차인 부분을 제외하고 사라진다.

## 같이 보기
- 양자 코호몰로지

## 참조
- Novikov, S. P. (1996). 《Topology I, General Survey》. Springer-Verlag. ISBN 7-03-016673-6.